# Estrela de classe F da sequência principal

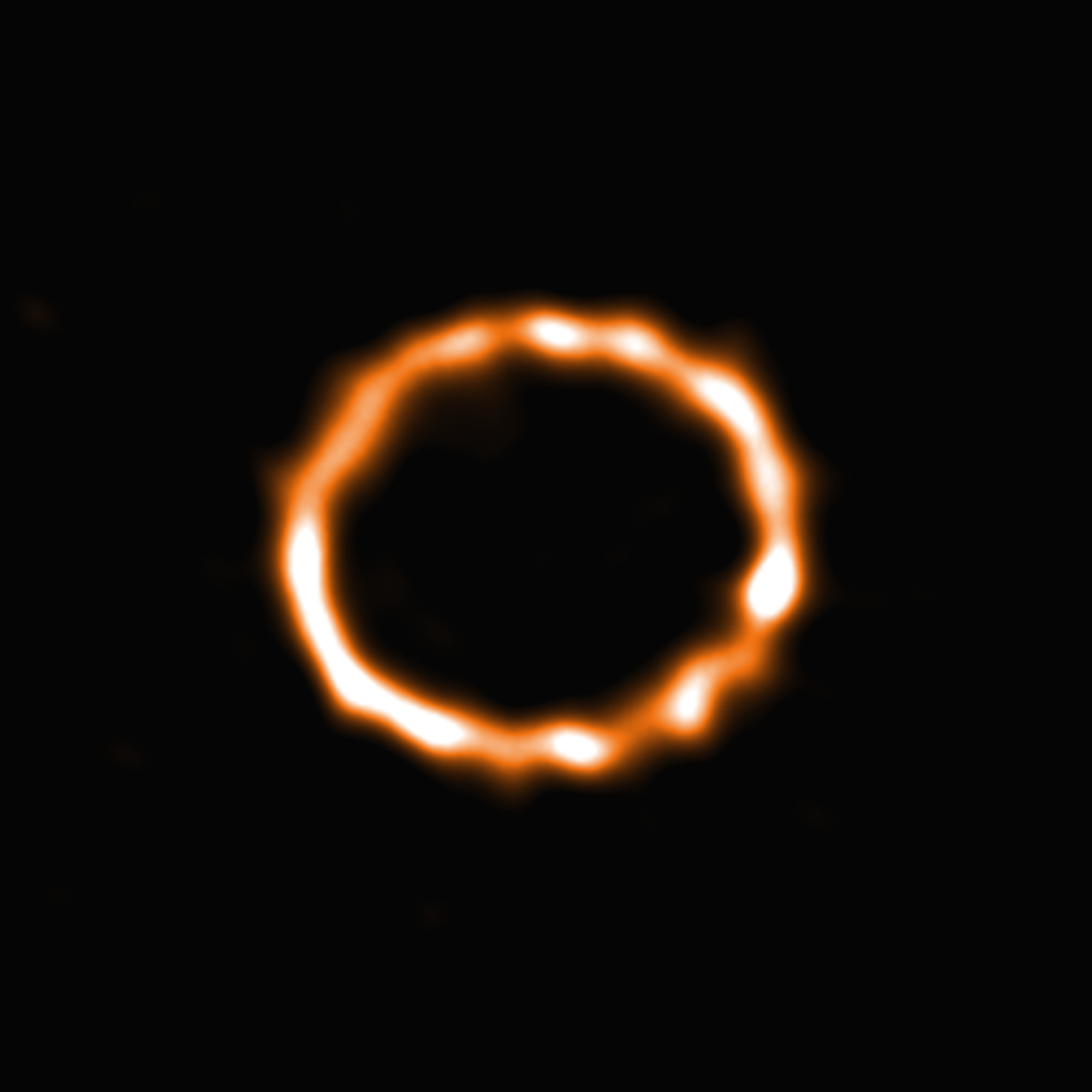
Disco de detritos em torno de uma estrela de classe F

Uma Estrela de classe F da sequência principal (F V) é uma estrela de fusão de hidrogênio de sequência principal de tipo espectral F e classe de luminosidade V. Essas estrelas têm de 1 a 1.4 vezes a massa do Sol e temperaturas de superfície entre 6.000 K a 7.600 K.Tabelas VII e VIII. Essa faixa de temperatura dá às estrelas de classe F uma tonalidade branco-amarelada. Como uma estrela de sequência principal é chamada de estrela anã, essa classe de estrela também pode ser chamada de anã branca-amarela (não deve ser confundida com anãs brancas, um possível estágio final da evolução estelar). Exemplos famosos incluem Procyon A, Gamma Virginis A and B, e KIC 8462852.

## Padrão espectral de estrelas
O sistema revisado de Yerkes Atlas (Johnson & Morgan 1953) listou uma grade densa de estrelas padrão espectrais anãs de classe F; no entanto, nem todos sobreviveram até hoje como padrões. Os pontos de ancoragem do sistema de classificação espectral MK entre as estrelas anãs de sequência principal de classe F, ou seja, aquelas estrelas padrão que permaneceram inalteradas ao longo dos anos e podem ser usadas para definir o sistema, são consideradas 78 Ursae Majoris (F2 V) e pi3 Orionis (F6 V). Além desses dois padrões, Morgan & Keenan (1973) consideraram as seguintes estrelas como padrões de punhal: HR 1279 (F3 V), HD 27524 (F5 V), HD 27808 (F8 V), HD 27383 (F9 V) e Beta Virginis (F9 V). Outras estrelas principais do padrão MK incluem HD 23585 (F0 V), HD 26015 (F3 V), and HD 27534 (F5 V). Observe que dois membros Hyades com nomes HD quase idênticos (HD 27524 e HD 27534) são ambos considerados estrelas F5 V padrão fortes e, de fato, compartilham cores e magnitudes quase idênticas. Gray & Garrison (1989) fornecem uma tabela moderna de padrões anãs para as estrelas de classe F mais quentes. Estrelas padrão anãs F1 e F7 raramente são listadas, mas mudaram ligeiramente ao longo dos anos entre os classificadores especialistas. As estrelas padrão frequentemente usadas incluem 37 Ursae Majoris (F1 V) e Iota Piscium (F7 V). Nenhuma estrela padrão F4 V foi publicada. Infelizmente F9 V define a fronteira entre as estrelas quentes classificadas por Morgan e as estrelas mais frias classificadas por Keenan, e há discrepâncias na literatura sobre as estrelas que definem a fronteira anã F/G. Morgan & Keenan (1973) listaram Beta Virginis e HD 27383 como padrões F9 V, mas Keenan & McNeil (1989) listaram HD 10647 como seu padrão F9 V. Provavelmente, Eta Cassiopeiae A deve ser evitada como estrela padrão porque era frequentemente considerada F9 V nas publicações de Keenan, mas G0 V nas publicações de Morgan.
| Classe estelar | Massa (M☉) | Raio (R☉) | Mv   | Teff (K) |
| -------------- | ---------- | --------- | ---- | -------- |
| F0V            | 1.40       | 1.40      | 3.06 | 7610     |
| F2V            | 1.31       | 1.34      | 3.34 | 7040     |
| F4V            | 1.23       | 1.29      | 3.68 | 6690     |
| F5V            | 1.20       | 1.26      | 3.84 | 6545     |
| F6V            | 1.16       | 1.24      | 3.99 | 6400     |
| F8V            | 1.09       | 1.19      | 4.34 | 6150     |
| F9V            | 1.07       | 1.17      | 4.47 | 6050     |

## Ciclo de vida
Estrelas do tipo F têm um ciclo de vida semelhante às estrelas do tipo G. Elas estão fundindo hidrogênio e eventualmente se transformarão em uma gigante vermelha que funde hélio em vez de hidrogênio quando seu suprimento de hidrogênio se esgota. Depois que o hélio também se esgota, elas começam a fundir carbono. Quando isso também se esgota, elas liberam suas camadas externas, criando uma nebulosa planetária, e deixando para trás, no centro da nebulosa, uma anã branca quente. Essas estrelas permanecem estáveis por ~2-4 bilhões de anos. Em comparação, estrelas do tipo G, como o Sol, permanecem estáveis por ~10 bilhões de anos. 

## Planetas
Algumas das estrelas de classe F mais próximas conhecidas por terem planetas incluem Upsilon Andromedae, Tau Boötis, HD 10647, HD 33564, HD 142, HD 60532 e KOI-3010.

## Habitabilidade
Alguns estudos mostram que existe a possibilidade de que a vida também possa se desenvolver em planetas que orbitam uma estrela de classe F. Estima-se que a zona habitável de uma estrela F0 relativamente quente se estenderia de cerca de 2 UA a 3.7 UA e entre 1.1 a 2.2 UA para uma estrela F8 relativamente fria. No entanto, em relação a uma estrela de classe G, os principais problemas para uma forma de vida hipotética neste cenário particular seriam a luz mais intensa e a vida estelar mais curta da estrela-mãe.
Estrelas de classe F são conhecidas por emitirem formas de luz de energia muito mais alta, como a radiação ultravioleta, que, a longo prazo, pode ter um efeito profundamente negativo nas moléculas de DNA. Estudos têm mostrado que, para um planeta hipotético posicionado a uma distância habitável equivalente de uma estrela de classe F como a Terra está do Sol (isto está mais longe da estrela de classe F, dentro da zona habitável), e com um semelhante atmosfera, a vida em sua superfície receberia cerca de 2.5 a 7.1 vezes mais danos da luz ultravioleta em comparação com a da Terra. Assim, para que suas formas de vida nativas sobrevivam, o planeta hipotético precisaria ter blindagem atmosférica suficiente, como uma camada de ozônio na alta atmosfera. Sem uma camada de ozônio robusta, a vida poderia teoricamente se desenvolver na superfície do planeta, mas provavelmente estaria confinada a regiões subaquáticas ou subterrâneas.